# Christian Krohg
Christian Krohg (13. srpna 1852 Vestre Aker, Oslo – 16. října 1925 Oslo) byl norský malíř, spisovatel a novinář.
Jako malíř začínal v realisticko-naturalistické tradici, studoval v Německu a Francii, kde byl ovlivněn impresionismem. Působil jako pedagog na oselské Akademii umění, kde mezi jeho nejznámější žáky patřil Edvard Munch. Náklad jeho románu Albertina pobouřil společnost a byl nějakou dobu zakázán. Byl manžel Ody Krohgové a otec malíře Pera Krohga.